# Solaris Urbino 12
Solaris Urbino 12 a Solaris Bus & Coach S. A. által 1999-től kezdődően gyártott autóbusz. Lengyelországban készül, és az egyik legnépszerűbb a Solaris buszok közül, ma már egyre több országban van jelen. Magyarországon Hajdúszoboszlón és Nyíregyházán közlekednek ilyen típusú buszok.

## Műszaki adatok
A Solaris Urbino 12 alacsony padlós városi autóbusztípus. 12 méter hosszú, három ajtóval. Ülőhelyeinek száma 28, az állóhelyeké 76, egyszerre 104 utast szállíthat.
- Források

https://web.archive.org/web/20150510192300/http://www.szabolcsvolan.hu/szforg/buszok/solarisurbino12.htm?1

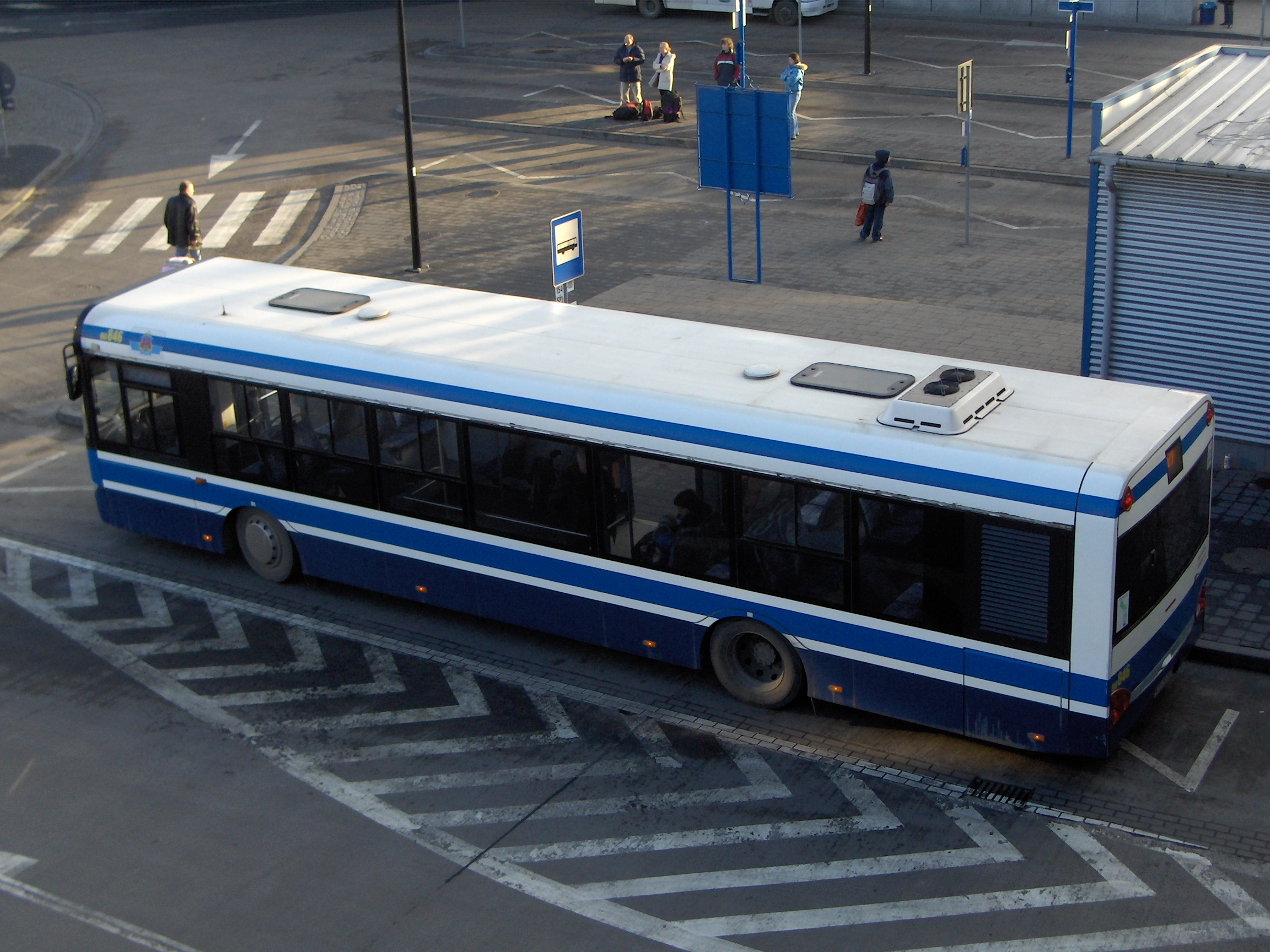
Solaris Urbino 12